# Lucania interioris
Lucania interioris је зракоперка из реда Cyprinodontiformes и фамилије Cyprinodontidae. 

## Угроженост
Ова врста је крајње угрожена и у великој опасности од изумирања.

## Распрострањење
Мексико је једино познато природно станиште врсте.

## Станиште
Станиште врсте су слатководна подручја.